# Prix Renaudot
De Prix (Théophraste) Renaudot is een van de vijf grote prijzen in de Franse literatuur. De winnaar wordt jaarlijks in november bekendgemaakt, gelijktijdig met de uitreiking van de Prix Goncourt.

## Geschiedenis
De prijs werd in 1926 (sommige bronnen zeggen 1925) ingesteld door tien journalisten, die kritiek hadden op de gang van zaken rond de Prix Goncourt en diende om de vermeende foute keuzes daarvan te corrigeren door het maken van een alternatieve keuze. De jury bestaat nog altijd uit leden van de pers.
De prijs werd genoemd naar Théophraste Renaudot, wonderkind en lijfarts van koning Louis XIII en bevriend met kardinaal Richelieu. Een van zijn verdiensten was de bevordering van de vrije pers.
Aan de prijs is geen geldbedrag verbonden, maar de eer is groot. De winnaar krijgt een uitnodiging om aan te zitten aan het feestelijke ontbijt het jaar daarop.
Er bestaat tevens een Prix Renaudot de l'essai, een Prix Renaudot du livre de poche en een Prix Renaudot des lycéens (zie onderin).

## Prijswinnaars
- 2024: Gaël Faye, Jacaranda
- 2023: Ann Scott, Les Insolents
- 2022: Simon Liberati, Performance
- 2021: Amélie Nothomb, Premier sang
- 2020: Marie-Hélène Lafon, Histoire du fils
- 2019: Sylvain Tesson, Panthère des neiges
- 2018: Valérie Manteau, Le Sillon
- 2017: Olivier Guez, La Disparition de Josef Mengele
- 2016: Yasmine Reza, Babylone
- 2015: Delphine de Vigan, D'après une histoire vraie
- 2014: David Foenkinos, Charlotte
- 2013: Yann Moix, Naissance
- 2012: Scholastique Mukasonga, Notre-Dame du Nil
- 2011: Emmanuel Carrère, Limonov
- 2010: Virginie Despentes, Apocalypse bébé
- 2009: Frédéric Beigbeder, Un roman français
- 2008: Tierno Monénembo, Le Roi de Kahel
- 2007: Daniel Pennac, Chagrin d'école
- 2006: Alain Mabanckou, Mémoires de porc-épic
- 2005: Nina Bouraoui, Mes mauvaises pensées
- 2004: Irène Némirovsky, Suite française
- 2003: Philippe Claudel, Les Âmes grises
- 2002: Gérard de Cortanze, voor zijn boek Assam, een historische roman, gebaseerd op het levensverhaal van een van zijn voorvaderen, de rebellerende edelman Aventino de Cortanze, die naar India ging om een nieuwe theesoort te vinden.
- 2001: Martine Le Coz, Céleste
- 2000: Ahmadou Kourouma, Allah n'est pas obligé
- 1999: Daniel Picouly, L'Enfant léopard
- 1998: Dominique Bona, Le Manuscrit de Port-Ebène
- 1997: Pascal Bruckner, Les Voleurs de beauté
- 1996: Boris Schreiber, Un silence d'environ une demi-heure
- 1995: Patrick Besson, Les Braban
- 1994: Guillaume Le Touze, Comme ton père
- 1993: Nicolas Bréhal, Les Corps célestes
- 1992: François Weyergans, La démence du boxeur
- 1991: Dan Franck, La Séparation
- 1990: Jean Colombier, Les Frères Romance
- 1989: Philippe Doumenc, Les Comptoirs du Sud
- 1988: René Depestre, Hadriana dans tous mes rêves
- 1987: René-Jean Clot, L'Enfant halluciné
- 1986: Christian Giudicelli, Station balnéaire
- 1985: Raphaële Billetdoux, Mes nuits sont plus belles que vos jours
- 1984: Annie Ernaux, La Place
- 1983: Jean-Marie Rouart, Avant-Guerre
- 1982: Georges-Olivier, La Faculté des songes
- 1981: Michel del Castillo, La Nuit du décret
- 1980: Danièle Sallenave, Les Portes de Gubbio
- 1979: Jean-Marc Roberts, Affaires étrangères
- 1978: Conrad Detrez, L'Herbe à brûler
- 1977: Alphonse Boudard, Les Combattants du petit bonheur
- 1976: Michel Henry, L'Amour les yeux fermés
- 1975: Jean Joubert, L'Homme de sable
- 1974: Georges Borgeaud, Voyage à l'étranger
- 1973: Suzanne Prou, La Terrasse des Bernardini
- 1972: Christopher Frank, La Nuit américaine
- 1971: Pierre-Jean Rémy, Le Sac du palais d'été
- 1970: Jean Freustié, Isabelle ou l'arrière-saison
- 1969: Max-Olivier Lacamp, Les Feux de la colère
- 1968: Yambo Ouologuem, Le Devoir de violence
- 1967: Salvat Etchart, Le Monde tel qu'il est
- 1966: José Cabanis, La Bataille de Toulouse
- 1965: Georges Perec, Les Choses
- 1964: Jean-Pierre Faye, L'Écluse
- 1963: Jean-Marie Le Clézio, Le Procès-verbal
- 1962: Simone Jacquemard, Le Veilleur de nuit
- 1961: Roger Bordier, Les Blés
- 1960: Alfred Kern, Le Bonheur fragile
- 1959: Albert Palle, L'Expérience
- 1958: Édouard Glissant, La Lézarde
- 1957: Michel Butor, La Modification
- 1956: André Perrin, Le Père
- 1955: Georges Govy, Le Moissonneur d'épines
- 1954: Jean Reverzy, Le Passage
- 1953: Célia Bertin, La Dernière Innocence
- 1952: Jacques Perry, L'Amour de rien
- 1951: Robert Margerit, Le Dieu nu
- 1950: Pierre Molaine, Les Orgues de l'enfer
- 1949: Louis Guilloux, Le Jeu de patience
- 1948: Pierre Frisson, Voyage aux horizons
- 1947: Jean Cayrol, Je vivrai l'amour des autres
- 1946: Jules Roy, La Vallée heureuse
- 1945: Henri Bosco, Le Mas Théotime
- 1944: Roger Peyrefitte, Les Amitiés particulières
- 1943: Dr. André Soubiran, J'étais médecin avec les chars
- 1942: Robert Gaillard, Les Liens de chaîne
- 1941: Paul Mousset, Quand le temps travaillait pour nous
- 1940: David Rousset, L'Univers concentrationnaire
- 1939: Jean Malaquais, Les Javanais
- 1938: Pierre-Jean Launay, Léonie la bienheureuse
- 1937: Jean Rogissart, Mervale
- 1936: Louis Aragon, Les Beaux Quartiers
- 1935: François de Roux, Jours sans gloire
- 1934: Louis Francis, Blanc
- 1933: Charles Braibant, Le roi dort
- 1932: Louis-Ferdinand Céline, Voyage au bout de la nuit
- 1931: Philippe Hériat, L'innocent
- 1930: Germaine Beaumont, Piège
- 1929: Marcel Aymé, La Table aux crevés
- 1928: André ObeyLe, Joueur de triangle
- 1927: Bernard Narbonne, Maïtena
- 1926: Armand Lunel, Nicolo Peccavi

## Winnaars Prix Renaudot de l'essai
- 2023: Jean-Luc Barré, De Gaulle, une vie. L'homme de personne (1890-1944) (Grasset)
- 2022: Guillaume Durand, Déjeunons sur l'herbe (Bouquins)
- 2021: Anthony Palou, Dans ma rue y avait trois boutiques (Les Presses de la Cité)
- 2020: Dominique Fortier, Les Villes de papier : Une vie d'Emily Dickinson (Alto, Grasset)
- 2019: Éric Neuhof, (Très) cher cinéma français (Albin Michel)
- 2018: Olivia de Lamberterie, Avec toutes mes sympathies (Stock)
- 2017: Justine Augier, De l'ardeur (Actes Sud)
- 2016: Aude Lancelin, Le Monde libre (Les Liens qui libèrent)
- 2015: Didier Blonde, Leïlah Mahi 1932 (Gallimard)
- 2014: Christian Authier, De chez nous (Stock)
- 2013: Gabriel Matzneff, Séraphin c'est la fin ! (La Table ronde)
- 2012: Frank Maubert, Le Dernier Modèle  (Fayard)
- 2011: Gérard Guégan, Fontenoy ne reviendra plus (Stock)
- 2010: Mohammed Aïssaoui, L'Affaire de l'esclave Furcy (Gallimard)
- 2009: Daniel Cordier, Alias Caracalla (Gallimard)
- 2008: Boris Cyrulnik, Autobiographie d'un épouvantail (Odile Jacob)
- 2007: Olivier Germain-Thomas, Le Benarès-Kyôto (Le Rocher)
- 2006: Pierre Boncenne, Pour Jean-François Revel : Un esprit libre (Plon)
- 2005: Gilles Martin-Chauffier, Le Roman de Constantinople (Le Rocher)
- 2004: Évelyne Bloch-Dano, Madame Proust (Grasset)
- 2003: Yves Berger, Dictionnaire amoureux de l'Amérique (Plon)

## Winnaars Prix Renaudot du livre de poche
- 2023: Manuel Carcassonne, Le Retournement
- 2022: Delphine Horvilleur, Vivre avec nos morts
- 2021: Olivier Rony, Louis Jouvet (Folio/Gallimard)
- 2020: Éric Roussel, Charles de Gaulle (Tempus/Perrin)
- 2019: Jonathan Littell, Une vieille histoire. Nouvelle version
- 2018: Salim Bachi, Dieu, Allah, moi et les autres
- 2017: Louisiane C. Dor, Les méduses ont-elles sommeil?
- 2016: Stéphanie Janicot, La Mémoire du monde (intégrale)
- 2015: Vénus Khoury-Ghata, La fiancée était à dos d'âne
- 2014: Florence Seyvos, Le Garçon incassable
- 2013: Jean-Louis Gouraud, Le Pérégrin émerveillé (Babel/Actes Sud)
- 2012: Pascale Gautier, Les Vieilles (Folio/Gallimard)
- 2011: Linda Lê, À l'enfant que je n'aurai pas (NiL)
- 2010: Fabrice Humbert, L'Origine de la violence (Le Livre de Poche)
- 2009: Hubert Haddad, Palestine (Le Livre de Poche/Zulma)

## Winnaars Prix Renaudot des lycéens
- 2023: Lilia Hassaine, Panorama (Gallimard)
- 2022: Sandrine Collette, On était des loups (JC Lattès)
- 2021: Anne Berest, La Carte postale (Grasset)
- 2020: Jean-René Van der Plaetsen, Le Métier de mourir (Grasset)
- 2019: Victoria Mas, Le Bal des folles (Albin Michel)
- 2018: Adeline Dieudonné, La Vraie Vie (L'Iconoclaste)
- 2017: Kaouther Adimi, Nos richesses (Le Seuil)
- 2016: Lenka Hornakova-Civade, Giboulées de soleil (Alma)
- 2015: Alice Zeniter, Juste avant l'oubli (Flammarion)
- 2014: Éric Reinhardt, L'Amour et les Forêts (Gallimard)
- 2013: Christophe Ono-dit-Biot, Plonger (Gallimard)
- 2012: Lionel Duroy, L'Hiver des hommes (Julliard)
- 2011: Delphine de Vigan, Rien ne s'oppose à la nuit (Jean-Claude Lattès)
- 2010: Agnès Desarthe, Dans la nuit brune (L’Olivier)
- 2009: Véronique Ovaldé, Ce que je sais de Vera Candida (L’Olivier)
- 2008: Olivier Poivre d'Arvor, Le Voyage du fils (Grasset)
- 2007: Carole Martinez, Le Cœur cousu (Gallimard)
- 2006: Morgan Sportès, Maos (Grasset)
- 2005: Pierre Jourde, Festins secrets (L'Esprit des péninsules)
- 2004: Noëlle Châtelet, La Dernière Leçon (Seuil)
- 2003: Gilles Martin-Chauffier, Silence, on ment (Grasset)
- 2002: Philippe Ségur, La Métaphysique du chien (Buchet Chastel)
- 2001: Marie-Hélène Lafon, Le Soir du chien (Buchet Chastel)
- 2000: Camille Laurens, auteur, Dans ces bras-là (POL)
- 1999: Paul Fournel, Foraine (Seuil)
- 1998: Anne Wiazemsky, Une poignée de gens (Gallimard)
- 1997: Jean-Philippe Arrou-Vignod, L'Homme du cinquième jour (Gallimard)
- 1996: Jean-François Kervéan, L'Ode à la reine (Calmann-Lévy)
- 1995: Louise Lambrichs, Le Jeu du roman (Seuil)
- 1994: Claude Mourthé, Une mort de théâtre (Julliard)
- 1993: Jack-Alain Leger, Jacob Jacobi (Julliard)
- 1992: Anne-Marie Garat, Aden (Seuil)